# روبن غانت
روبن غانت (بالإنجليزية: Reuben Gant)‏ هو لاعب كرة قدم أمريكية أمريكي، ولد في 12 أبريل 1952 في تلسا في الولايات المتحدة.

## وصلات خارجية
- روبن غانت على موقع كلية كرة السلة في سبورتس رفرنس.كوم (الإنجليزية)
- روبن غانت على موقع مرجع كرة القدم المحترفة.كوم (الإنجليزية)